# Бришкі
Бришкі (пол. Bryszki) — село в Польщі, у гміні Розпша Пйотрковського повіту Лодзинського воєводства.
Населення — 203 особи (2011).
У 1975—1998 роках село належало до Пйотрковського воєводства.

## Демографія
Демографічна структура станом на 31 березня 2011 року:
|          | Загалом | Допрацездатний вік | Працездатний вік | Постпрацездатний вік |
| -------- | ------- | ------------------ | ---------------- | -------------------- |
| Чоловіки | 107     | 20                 | 79               | 8                    |
| Жінки    | 96      | 20                 | 57               | 19                   |
| Разом    | 203     | 40                 | 136              | 27                   |